# دم‌بادبزنی رگه‌دار فیجی
دم‌بادبزنی رگه‌دار فیجی (نام علمی: Rhipidura layardi) گونه‌ای از پرندگان تیرهٔ Rhipiduridae است که بومی جزایر فیجی است. در گذشته به عنوان زیرگونه‌ای از دم‌بادبزنی رگه‌دار (اکنون دم‌بادبزنی رگه‌دار کالدونیای جدید) در نظر گرفته می‌شد. زیستگاه طبیعی آن جنگل‌های جلگه‌ای نمناک نیمه‌گرمسیری یا گرمسیری است.